# Lilla Granbergstjärnen
Lilla Granbergstjärnen är en sjö i Filipstads kommun i Värmland och ingår i Göta älvs huvudavrinningsområde.